# Ромашкан, Николай
Барон Миколай Якуб Ромашкан (пол. Mikołaj Jakub Romaszkan; 7 марта 1811 года, Испас — 6 апреля 1882, Станиславов) — помещик, член Палаты господ Рейхсрата Австро-Венгрии.

## Биография
В 1823—1833 годах учился в Терезиануме в Вене, где получил аттестат о среднем образовании, а затем окончил юридический факультет университета. в Вене со званием доктора права (1836). Затем работал в управлении Галичины, в 1836—1839 годах был уездным уполномоченным во Львове. В 1839 году вышел в отставку.
Помещик, с 1839 года владелец имения Городенка , купленного его отцом Гжегожем и состоявшего из нескольких крупных усадебных хозяйств. Считавшийся в то время образцовым земледельцем, помимо земледелия и скотоводства, он построил на своих владениях пивоварню, винокурню и паровую мельницу. Он создал экономические основы одной из самых богатых армянских семей-землевладельцев Галиции.
Как писал в своих мемуарах Казимеж Хлендовский, он был самым богатым и светлым членом семьи. Когда эрцгерцог Игоанн влюбился в штирийскую почтмейстершу и повел её под венец, Ромашкан из Городенки бросился в Меран, женился на другой почтмейстерке, чтобы стать зятем эрцгерцога и родниться с домом Габсбургов.
Пожизненный член Палаты господ Рейхсрата Австрии (18 апреля 1861 — 6 апреля 1882).

## Награды
Он получил наследственный титул барона Бад-Ишль от императора 26 октября 1856 г. (диплом датирован Веной, 18 марта 1857 г.)

## Семья
Он родился в армянской помещичьей семье из Молдавии, дворянство которой было подтверждено 8 июля 1789 года. Его отцами были Гжегож Ромашкан (1779—1841) и Анна Ромашкан, урожденная Капри (1791—1875). Его дядей был помещик Петр Ромашкан (1790—1863).
В 1837 году он женился на Терезе Плохль (1817—1895), дочери тирольского почтмейстера Якоба Плохль и Марианны Плохль. У супругов были следующие дети:
- Анна Тереза Ромашкан (1838—1840)
- Ян Гжегож Николай Ромашкан (1842—1842)
- Якуб Антоний Гжегож Ромашкан (1843—1922), член рейхсрата Австро-Венгрии. Женат на Хелене ромашкан (урожденной Петрович), от брака с которой у него было трое детей
- Гжегож Адольф Ромашкан (1846—1847)
- Франтишек Николай Ромашкан (1851—1935)

Через свою жену он приходился свояком эрцгерцогу Игоанну Австрийскому (1782—1859), брату императора Священной Римской империи Франциска II.